# 3 (tal)
3 (tre (fil)) är det naturliga heltal som följer 2 och föregår 4. Den romerska siffran för 3 är III.

## Inom matematiken
- 3 är ett udda tal.
- 3 är det andra primtalet
- 3 är det fjärde fibonaccitalet
- 3 är det andra triangeltalet
- 3 är ett Jacobsthaltal
- 3 är ett Armstrongtal
- 3 är ett kvadratfritt tal
- 3 är ett Prothtal och ett Fermatprimtal
- 3 är ett palindromtal i det binära talsystemet.
- 3 är ett Eulers lyckotal.
- 3 är ett Ulamtal.
- 3 är ett Leonardotal.

## Inom vetenskapen
- Litium, atomnummer 3
- 3 Juno, en asteroid
- M3, klotformig stjärnhop i Jakthundarna, Messiers katalog
- 3D, tredimensionell, ett rumsperspektiv med längd, bredd och djup

## Övrigt
- Trialis är ett speciellt grammatiskt numerus (utöver singularis, dualis och pluralis) som används för exakt tre subjekt eller objekt. Trialis finns i ett mycket litet antal språk.
- Talet tre förekommer ofta i sagosammanhang och i uttrycket "alla goda ting är tre". Se vidare Tretalsmystik.